# Truellum maackianum
Truellum maackianum är en slideväxtart som först beskrevs av Reg., och fick sitt nu gällande namn av Sojak. Truellum maackianum ingår i släktet Truellum och familjen slideväxter. Inga underarter finns listade i Catalogue of Life.